# Ajman
L'Emirat d'Ajman o d'Ujman (àrab: إمارة عجمان, Imārat ʿAjmān) és el més petit dels emirats que forma Emirats Àrabs Units. La capital és Ajman. L'emirat el forma un territori allargat el direcció sud-est des de la capital, i dos exclavaments: el de Manama, un oasis situat a l'est, just entre territori de Sharjah i de Fujeira; i Masfud, al sud, entre territoris de Ras al Khaimah (al nord), Dubai (exclavament de Hajarain) a l'est, i Oman al sud i oest.
La superfície és de 250 km² als que cal afegir les dependencies amb uns 50 km² més. La població és de 235.000 habitants, el 95% a la capital. L'amplada de l'emirat és de 16 km de costa, i una profunditat similar.
Els clans dominants són els Karatisa, Hamirat i Al Bu Dhanayn, de la fracció Al Bu Khurayban de la tribu dels Na'im o Nu'aym. Aquesta tribu viu també a la zona de l'oasi de Buraimi que pertany a Abu Dhabi i Oman. Els xeics o emirs regnants són membres del clan Karatisa.
El xeic d'Ajman va assolir l'autoritat al territori vers la meitat del segle xvii i fou aliat dels Qasimi. El 1820 i 1853 va subscriure com a entitat separada els dos tractats de la treva amb els britànics i el 1892 els anomenats acords exclusius. Durant tot el segle xix va dependre dels Qasimi de Sharjah. Al començament del segle xx la tribu dels na'im es va convertir arreu al wahhabisme. El 1921, en dividir-se els dominis qasimi entre Ras al-Khaimah i Sharjah, va quedar plenament independent, sempre sota protectorat britànic. Els xeics secundaris de Manama i Masfud van reconèixer el xeic d'Ajman com a sobirà. Durant la primera meitat del segle xx, i de fet fins a la independència, el xeicat vivia pobrament, de la pesca (principalment a Ajman) i agricultura de subsistència (a Masfud i a Manama). El petroli a Dubai i Abu Dhabi va capgirar la situació a la Costa dels Pirates, i després de la independència les aportacions federals i els royaltys de la companyia Western Oil per les prospeccions al seu territori, van convertir Ajman en un país força desenvolupat. El xeic es va unir a la Federació el mateix dia de la seva constitució el 2 de desembre de 1971.

## Bandera i escut
La bandera és vermella amb una banda blanca a la part del pal d'amplada variable però la més corrent i semioficial és 1/3 de la bandera.
L'escut són dues banderes amb pal creuades; al punt de creuament dos ganivets decorats creuats.
La Zona franca (Ajman Free Zone) té bandera blanca amb el logotip blau i blanc al centre

## Llista de governants
- 17.. - 17..: xeic Rashid I ibn Hamid Al Nuaimi
- 17.. - 1816: xeic Humayd I ibn Rashid Al Nuaimi
- 1816 - 1838: xeic Rashid II ibn Humayd Al Nuaimi (mort el 1838)
- 1838 - 1841: xeic Humayd II ibn Rashid Al Nuaimi (primera vegada) (mort el 1873)
- 1841 - 1848: xeic Abd al-Aziz I ibn Rashid Al Nuaimi (mort el 1848)
- 1848 - 1873: xeic Humayd II ibn Rashid Al Nuaimi (segona vegada)
- 1873 - abril de 1891: xeic Rashid III ibn Humaid Al Nuaimi (mort el 1891)
- Abril de 1891 - 8 de juliol de 1900: xeic Humaid III ibn Rashid Al Nuaimi (mort el 1900)
- 8 de juliol 1900 - febrer de 1910: xeic Abd al-Aziz II ibn Humayd Al Nuaimi (b. 18.. - d. 1910)
- Febrer de 1910 - gener de 1928: xeic Humayd IV ibn Abd al-Aziz Al Nuaimi
- Gener de 1928 - 6 de setembre 1981: xeic Rashid IV ibn Humayd Al Nuaimi (nascut el 1904 - mort el 6 de setembre de 1981)
- Des de 6 de setembre de 1981: xeic Humayd V ibn Rashid Al Nuaimi (nascut el 1931)